# Björn Ferry
Björn Ferry (Stensele, 1978. augusztus 1. –) svéd sílövő.

## Eredményei

### Olimpia
| Év   | Olimpia        | Versenyszám | Versenyszám | Versenyszám   | Versenyszám | Versenyszám | Versenyszám |
| Év   | Olimpia        | Egyéni      | Sprint      | Üldözőverseny | Tömegrajtos | Váltó       |             |
| ---- | -------------- | ----------- | ----------- | ------------- | ----------- | ----------- | ----------- |
| 2002 | Salt Lake City | 30          | 17          | 24            | ----        | 14          |             |
| 2006 | Torino         | 28          | 13          | 25            | 18          | 4           |             |
| 2010 | Vancouver      | 42          | 8           | 1             | 12          | 4           |             |

### Világbajnokság
| Év   | Világbajnokság     | Versenyszám | Versenyszám   | Versenyszám   | Versenyszám | Versenyszám | Versenyszám  | Versenyszám |
| Év   | Világbajnokság     | Egyéni      | Sprint        | Üldözőverseny | Tömegrajtos | Váltó       | Vegyes váltó |             |
| ---- | ------------------ | ----------- | ------------- | ------------- | ----------- | ----------- | ------------ | ----------- |
| 2003 | Hanti-Manszijszk   | 32          | 43            | 36            | ----        | 7           | ----         |             |
| 2004 | Oberhof            | 31          | Nem ért célba | ----          | ----        | 6           | ----         |             |
| 2005 | Hochfilzen         | 52          | 17            | 16            | 18          | 7           | ----         |             |
| 2005 | Hanti-Manszijszk   | ----        | ----          | ----          | ----        | ----        | 13           |             |
| 2007 | Antholz-Anterselva | 14          | 4             | 22            | 15          | 7           | 1            |             |
| 2008 | Östersund          | 27          | 15            | 18            | 9           | 6           | ----         |             |
| 2009 | Phjongcshang       | ----        | 40            | 31            | ----        | 9           | ----         |             |
| 2010 | Hanti-Manszijszk   | ----        | ----          | ----          | ----        | ----        | 3            |             |

### Világkupa
| Helyezés | 36 | 56 | 45 | 21 | 25 | 7 | 6 | 9 | 16 |

| 2003/04    | | | Kontiolahti Váltó                                                                                     |
| 2004/05    | Oberhof Váltó                                                                                         | Cesana San Sicario Sprint                                                                             | |
| 2005/06    | | | |
| 2006/07    | Antholz-Anterselva Vegyes váltó (VB)                                                                  | Pokljuka Sprint Hanti-Manszijszk Üldözőverseny                                                        | Hochfilzen Sprint                                                                                     |
| 2007/08    | Antholz-Anterselva Üldözőverseny                                                                      | Antholz-Anterselva Tömegrajtos                                                                        | |
| 2008/09    | Antholz-Anterselva Üldözőverseny                                                                      | Hochfilzen Váltó Antholz-Anterselva Sprint                                                            | Hochfilzen Egyéni                                                                                     |
| 2009/10    | Vancouver Üldözőverseny (O)                                                                           | | Hanti-Manszijszk Vegyes váltó (VB)                                                                    |
| 2010/11    | Pokljuka Sprint Ruhpolding Üldözőverseny                                                              | Antholz-Anterselva Tömegrajtos Oslo Holmenkollen Sprint                                               | |
| 2011/12    | | Hanti-Manszijszk Tömegrajtos (VB)                                                                     | Oberhof Váltó Nové Město na Moravě Egyéni                                                             |
| Összesítés | Egyéni: 0 Sprint: 1 Üldözőverseny: 4 Tömegrajtos: 0 Váltó: 1 Vegyes váltó: 1 ------------ Összesen: 7 | Egyéni: 0 Sprint: 4 Üldözőverseny: 1 Tömegrajtos: 3 Váltó: 1 Vegyes váltó: 0 ------------ Összesen: 9 | Egyéni: 2 Sprint: 1 Üldözőverseny: 0 Tömegrajtos: 0 Váltó: 2 Vegyes váltó: 1 ------------ Összesen: 6 |

- O - Olimpia és egyben világkupa forduló is.
- VB - Világbajnokság és egyben világkupa forduló is.